# Halde Rheinbaben

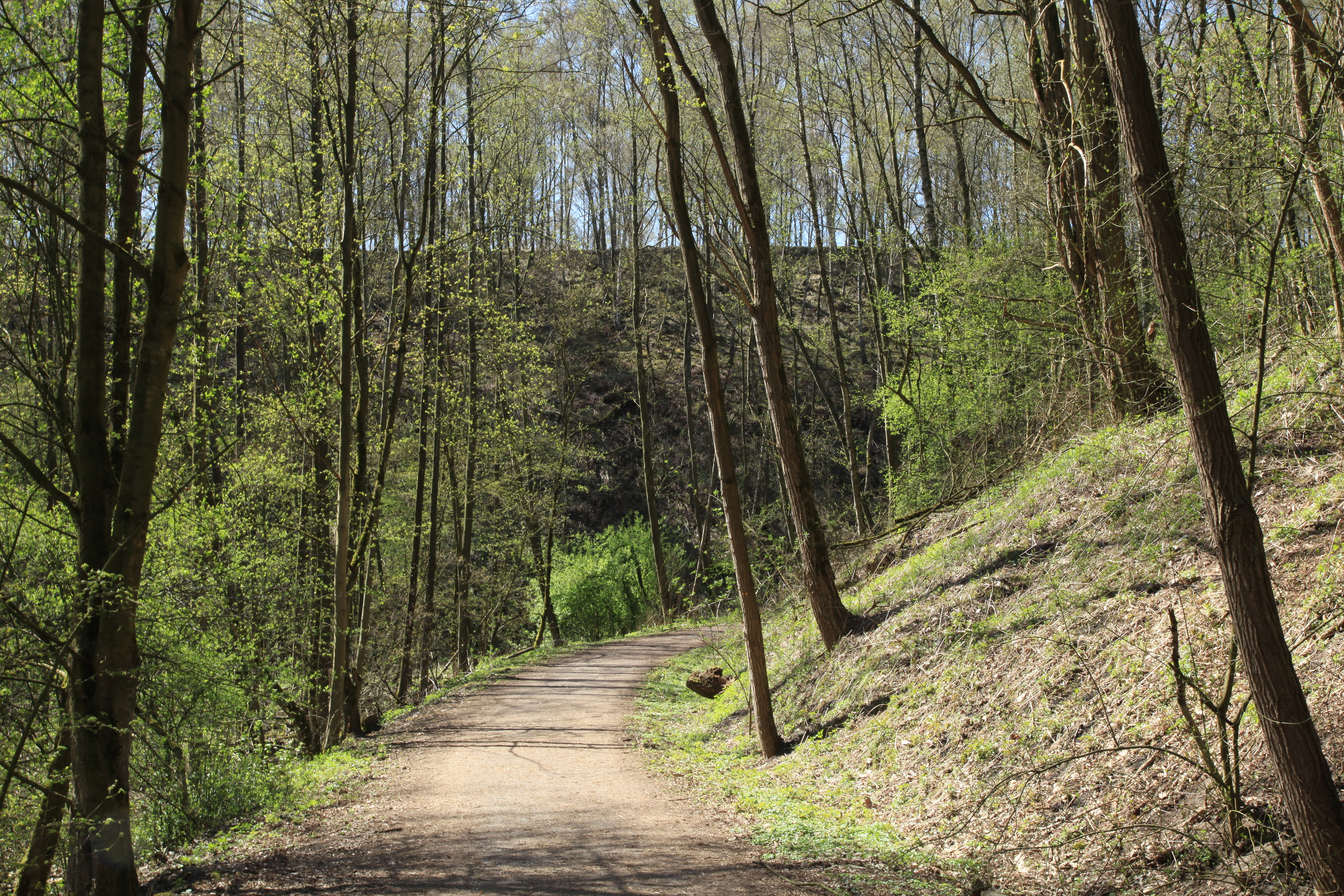
Spazierweg auf der Halde Rheinbaben

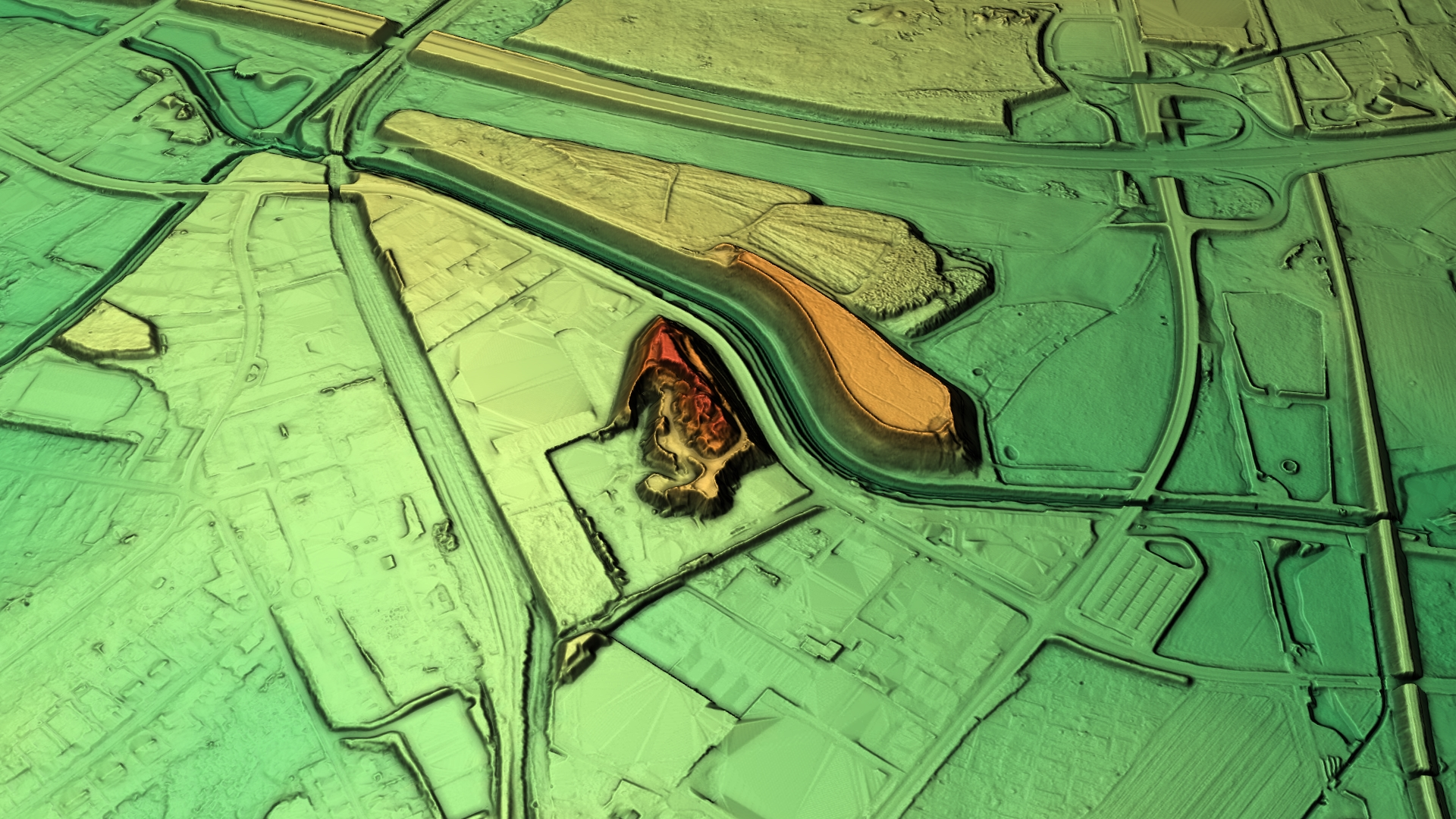
3D-Ansicht des digitalen Geländemodells

Die Halde Rheinbaben liegt in Gladbeck zwischen Ellinghorst und Bottrop-Boy südlich der A2. Auf der Halde wurde Abraum aus der Zeche Rheinbaben abgelagert. Nach Stilllegung der Zeche 1967 blieb das Gelände weitgehend sich selbst überlassen. Seit 2001 ist es als Naturschutzgebiet ausgewiesen und durch Spazierwege erschlossen.
Die circa 20 Hektar große und an der Südseite circa 20 Meter über das Umgebungsniveau ragende Halde ist zusammen mit der nördlich der A2 gelegenen Halde Ellinghorst Bestandteil des Gladbecker Landschaftsplans Nr. 4. Ziel ist der Erhalt und die Weiterentwicklung der naturnahen Lebensräume. Außerdem dient die Halde zur wissenschaftlichen Beobachtung, ihre ungelenkte Spontanbegrünung wird mit den geplanten Rekultivierungen anderer Halden verglichen.
Das Gelände wird im Osten durch eine Eisenbahnstrecke, im Süden durch das Gewerbegebiet Zeche Rheinbaben und im Westen durch die Boye begrenzt. Die Halde selbst ist mit einem lichten Birkenwald bewachsen, in den steilen und teilweise instabilen Lagen am Rande der Kuppe und an Böschungen existieren noch halboffene Grasfluren. Im Nordosten haben sich Bergahorne, im Osten Hainbuchen und Roteichen angesiedelt, außerdem gibt es noch einen rekultivierten Vorwald aus Grauerlen und Roteichen. Die Waldbereiche enthalten auch Anteile von Totholz. Durch Bombentrichter und zeitweise wasserführende Gräben gibt es einige Feuchtgebiete. Das Biotop ist sehr strukturreich, die teilweise äußerst trockenen und warmen, an anderen Stellen wiederum sehr sauren Standorte bieten Raum für entsprechende Spezialisten wie Reptilien, Schmetterlinge und Heuschrecken.
Neben den Waldbeständen gibt es noch als typische Pflanzen (Auszug):
- Johanniskraut und Tausendgüldenkraut
- Nachtkerze und Natterkopf
- Disteln, Brennnesseln
- Haselnuss, Weiden, Weißdorn
- Wegerich, Greiskraut, Fingerkraut, Weidenröschen